# Lista över offentlig konst i Ekerö kommun
Lista över offentlig konst i Ekerö kommun är en ofullständig förteckning över utomhusplacerad offentlig konst i Ekerö kommun. För konsten vid Drottningholm, se Drottningholms slotts skulpturpark.
| Titel                                | Konstnär(er)     | Årtal | Beskrivning                                               | Typ - material              | Stadsdel/ort | Plats Koordinater                                                    | Bild                  |
| ------------------------------------ | ---------------- | ----- | --------------------------------------------------------- | --------------------------- | ------------ | -------------------------------------------------------------------- | --------------------- |
| Nattfåglar                           | Elisabeth Sivard | 2008  | Tre blågröna, smala, 4,5m höga figurer mitt i en rondell. | skulptur - betong, mosaik   |              | cirkulationsplatsen vid Ekerövägen/Ekvägen 59.28693, 17.80125        | Nattfåglar            |
| Vattenvirvel                         | Ilhan Koman      | 1986  |                                                           | skulptur - stål             |              | Mälarö torg i Ekerö centrum 59.29011, 17.81165                       | Vattenvirvel          |
| Vikingarondellen                     | Ingrid Rådmark   | 2006  | en sköld eller hjälm från vikingatiden                    | corténstål, mässing, koppar |              | rondellen vid Träkvistavallen 59.27986, 17.79028                     | Vikingarondellen      |
| Tjuren Ferdinand                     | Amalia Årfelt    |       | en tjur under ett träd                                    | skulptur                    |              | vid korsningen Kaggeholmsvägen/Hagtornsvägen 59.2811, 17.71168       | Tjuren Ferdinand      |
| Leonardos dröm                       | Percy Andersson  |       |                                                           | lekskulptur - trä           |              | Tappström centrum 59.29141, 17.8128                                  | Leonardos dröm        |
| Okänd titel                          | Stig Sangert     | 1984  | skulptur av ett stenarbetarpar                            | skulptur - sten             |              | Stenhamra centrum koordinater saknas                                 |                       |
| Axel Oxenstierna and Gustav II Adolf | Okänd            | 1784  |                                                           | skulptur - carraramarmor    |              | under Drottning Kristinas lind vid Svartsjö slott koordinater saknas | Fler bilder           |
| Dianafontänen II                     | Carl Milles      | 1939  |                                                           | Fontän - brons              |              | Skytteholms herrgård 59.32022, 17.66413                              | Dianafontänen II      |
| Skridskoprinsessan                   | Carl Milles      | 1958  |                                                           | skulptur - brons            |              | Skytteholms herrgård 59.31966, 17.66835                              | Skridskoprinsessan    |
| Människan och Pegasus                | Carl Milles      | 1949  |                                                           | skulptur                    |              | Skytteholms herrgård 59.32021, 17.66796                              | Människan och Pegasus |
| Danserskorna                         | Carl Milles      | 1914  |                                                           | skulptur                    |              | Skytteholms herrgård 59.31975, 17.66437                              | Danserskorna          |
| Lilla Tritonen                       | Carl Milles      | 1916  |                                                           | skulptur                    |              | Skytteholms herrgård 59.31986, 17.6652                               | Lilla Tritonen        |
| Solglitter                           | Carl Milles      | 1918  |                                                           | skulptur                    |              | Skytteholms herrgård 59.3191, 17.66508                               | Solglitter            |
| Två vildsvin                         | Carl Milles      | 1929  |                                                           | skulptur                    |              | Skytteholms herrgård 59.31933, 17.66465                              | Två vildsvin          |

### Fotnoter
1. ↑  ”Tjuren Ferdinand på Ekerö”. Ekerö Guiden. Arkiverad från originalet den 31 oktober 2016. https://web.archive.org/web/20161031212032/http://www.ekeroguiden.se/upplev/tjuren-ferdinand-pa-ekero. Läst 31 oktober 2016.